# Alexander Brandon
Pour les articles homonymes, voir Brandon.
 (novembre 2018).
Si vous disposez d'ouvrages ou d'articles de référence ou si vous connaissez des sites web de qualité traitant du thème abordé ici, merci de compléter l'article en donnant les références utiles à sa vérifiabilité et en les liant à la section « Notes et références ».
Alexander Brandon (né en 1974) est un compositeur de musique de jeux vidéo, ancien tracker de demoscene (de 1994 à 1999 sous les pseudonymes de Siren, Chromatic Dragon et Sandman) et aujourd'hui[Depuis quand ?] directeur audio de Midway Games California. 

## Biographie
Il fut l'un des piliers du groupe Straylight Productions avec Andrew « Necros » Sega et Dan « Basehead » Gardopée, avec lesquels il signa bon nombre de musiques de jeux, le plus souvent pour Epic Games ou bien des jeux issus de la technologie d'Epic Games qu'ils ont contribué à développer, Tyrian, Jazz Jackrabbit 2, Unreal, Unreal Tournament, Deus Ex entre autres. Michiel Van Den Bos ne faisait pas partie de Straylight Productions mais travailla avec eux à de nombreuses reprises, notamment sur Unreal Tournament et Deus Ex.
Alexander Brandon ne travailla pas sur Unreal 2, Unreal Tournament 2003 et Unreal Tournament 2004, préférant se consacrer à la direction sonore et musicale de Deus Ex: Invisible War. Ayant été remplacé, les UT suivants et les missions packs se firent alors sans lui et également sans Michiel Van Den Bos. Cependant, Alexander Brandon fera son retour sur UT2007 a.k.a. Unreal Tournament 3, un peu par hasard puisque c'est parce que Midway Games en est l'éditeur — une nouvelle fois il travaille avec Epic Games.

## Jeux vidéo
- Tyrian (1995)
- Jazz Jackrabbit 2 (1998)
- Dark Vengeance (1998)
- Vigilante 8 (1998)
- Unreal (1998, avec Michiel Van Den Bos, Dan Gardopée, Necros)
- Unreal Tournament (1999, avec Michiel Van Den Bos, Dan Gardopée, Necros, Peter « Skaven » Hajba)
- Deus Ex (2000, avec Michiel Van Den Bos, Dan Gardopée)
- Deus Ex: Invisible War (2004)
- Jazz Jackrabbit 3 (2005, annulé - musiques disponibles)
- Unreal Tournament 3 (2007)
- Neverwinter Nights 2: Storm of Zehir (2008, seulement en tant que chanteur pour un groupe de bardes dans une taverne de la Côte des Épées)
- The Elder Scrolls V: Skyrim (2011) : Amaund Motierre ; Ancano (voix)

## Albums d'ambiances
- AtmosphereS: Cultures (1999, avec Dan Gardopée)
- AtmosphereS: Pulses (1999, avec Dan Gardopée)
- AtmosphereS: Moods (1999, avec Dan Gardopée)
- AtmosphereS: Dreams (2000, avec George « Fatman » Sanger)
- AtmosphereS: Rhythms (2000, avec George « Fatman » Sanger)

Aujourd'hui, ces albums sont quasiment introuvables.
- Era's End (2008, avec Bryan Rudge)
- Earthscape (2010, avec Andrew Sega)
- Violet Eclectic (2011)

## Livre
- (en) Audio for Games: Planning, Process, and Production (2004)

## Émission de télévision
- Crunch Time (2014, diffusée sur Nolife)